# Smučišče Bela
Smučarski center Gače (prej SC Bela/Rog Črmošnjice) leži v neokrnjeni naravi v Komarni vasi, Občina Semič ki je v bližini Novega mesta. Od julija 2016 smučišče ponovno nosi vsem znano ime "Gače". Je edino večje dolenjsko in belokranjsko smučišče. Leži pod vrhom Pogorelec.

Razvoj zimskega turizma v Semiču pa se je pričel na južni strani Gač, ko so v letu 1963 uredili smučišče z vlečnico.

## Tehnične značilnosti smučišča
- Nadmorska višina: 700m–965m
- Površina: 55ha
- Dolžina smučarskih prog: 8km(zelo lahke 1km, lahke 3km, srednje 3km, težke 1 km)
- Tekaške proge: 6,5km
- Žičnice: 1 trisedežnica, 5 vlečnic
- Zmogljivost: 5400 smučarjev na uro